# Comté de L'Islet
Pour les articles homonymes, voir L'Islet.
Le comté de L'Islet était un comté municipal du Québec ayant existé entre 1855 et le début des années 1980. Le territoire qu'il couvrait est aujourd'hui compris dans la région administrative de Chaudière-Appalaches, et correspondait exactement à celui de l'actuelle municipalité régionale de comté de L'Islet. Son chef-lieu était la municipalité de Saint-Jean-Port-Joli.

## Municipalités situées dans le comté
- L'Islet (détaché de Notre-Dame-de-Bonsecours en 1950 sous le nom de L'Islet-Station; renommé L'Isletville en 1954; renommé L'Islet en 1966[2]; regroupé en 2000 avec L'Islet-sur-Mer et Saint-Eugène pour former la nouvelle ville de L'Islet[3])
- L'Islet-sur-Mer (détaché en 1911 de Notre-Dame-de-Bonsecours sous le nom de Bonsecours; renommé L'Islet-sur-Mer en 1968[4];  regroupé en 2000 avec L'Islet et Saint-Eugène pour former la nouvelle ville de L'Islet[3])
- Notre-Dame-de-Bonsecours (annexé à L'Islet-sur-Mer en 1989[5])
- Saint-Adalbert (créé en 1911 sous le nom de municipalité des cantons unis de Casgrain-et-Leverrier; renommé Saint-Adalbert en 1956[6])
- Saint-Aubert (détaché de Saint-Jean-Port-Joli en 1857[7])
- Saint-Cyrille-de-Lessard
- Saint-Damase-de-L'Islet (créé sous le nom de municipalité du canton d'Ashford en 1898; renommé Saint-Damase-de-L'Islet en 1955[8])
- Sainte-Félicité
- Sainte-Louise (détaché de Saint-Roch-des-Aulnaies en 1860[9])
- Sainte-Perpétue (issue en 1888 de la division en deux municipalités distinctes (Saint-Pamphile et Sainte-Perpétue) de la municipalité des Chemins-Elgin-et-Taché, qui a été créée en 1862[10])
- Saint-Eugène (détaché de Notre-Dame-de-Bonsecours en 1868; fusionné à L'Islet en 2000[11])
- Saint-Jean-Port-Joli
- Saint-Marcel (créé sous le nom de municipalité du canton d'Arago en 1904; renommé Saint-Marcel en 1956[12])
- Saint-Omer (détaché de Saint-Pamphile et Sainte-Perpétue en 1954[13])
- Saint-Pamphile  (issue en 1888 de la division en deux municipalités distinctes (Saint-Pamphile et Sainte-Perpétue) de la municipalité des Chemins-Elgin-et-Taché, qui a été créée en 1862[10])
- Saint-Roch-des-Aulnaies
- Tourville (détaché de Sainte-Perpétue en 1918[14])

## Formation
Le comté de L'Islet comprenait dans sa partie nord les seigneuries de L'Islet, des Aulnaies, L'Islet-de-Bonsecours, Lessard, et dans sa partie sud les cantons de Lessard, Fournier, Ashford, Garneau, Casgrain, Lafontaine, Dionne, Arago et Leverrier .